# Orange Trane
Orange Trane – polski zespół muzyczny wykonujący jazz.
Zespół powstał w 1994 roku w Kartuzach, a jego skład tworzyli wówczas młodzi muzycy z lokalnego środowiska muzycznego. Po roku 1997 grupa koncertowała w składzie: Piotr Lemańczyk, Sławek Jaskułke, Dariusz Herbasz i Tomasz Łosowski. Swą muzyką zespół wpisywał się w nurt współczesnego jazzu, łącząc w brzmieniu tradycję i nowoczesność z ekspresją i melodyjnością. Grupa koncertowała w klubach jazzowych na terenie całego kraju oraz na festiwalach, takich jak: Jazz Jantar, Jazz Juniors, Jazz nad Odrą, Pomorska Jesień Jazzowa, zdobywając wiele wyróżnień i nagród. W tym składzie zespół nagrał dwie płyty: bardzo dobrze przyjęty debiutancki album zatytułowany Obertas, a następnie My Personal Friend, przy gościnnym udziale Mieczysława Szcześniaka, i saksofonisty Macieja Sikały. W 2000 roku zespół zawiesił działalność koncertową.
W 2011 roku Piotr Lemańczyk wraz z Tomaszem Łosowskim reaktywowali zespół. Zaprosili do współpracy wibrafonistę Dominika Bukowskiego. W 2012 roku ukazała się pierwsza płyta nowego składu – Orange Trane Acoustic Trio. Kolejna płyta Fugu, ukazała się w 2014. W 2016 roku zespół wydał płytę Interpersonal Lines nagraną z brytyjskim saksofonistą altowym i raperem Soweto Kinchem, oraz z Jakubem Skowrońskim, polskim saksofonistą młodego pokolenia. W 2018 roku do składu dołączył saksofonista – Szymon Łukowski.
Ostatnia płyta zespołu nosi tytuł Wolność. Wydawcą jest firma MTJ. Na płycie obok stałego składu (Lemańczyk, Łosowski, Łukowski, Bukowski) gościnnie zagrali: Raper Eskaubei (Bartłomiej Skubisz), Jakub Skowroński (saksofon) i Michał Ciesielski (saksofon).

## Dyskografia
- Obertas (1997)
- My Personal Friend (1998)
- Acoustic Trio (2012)
- Fugu (2014)[6]
- Interpersonal Lines (2016)[4]
- Wolność (2019)[5]